# NGC 238
NGC 238 è una galassia a spirale barrata situata nella costellazione della Fenice.

## Descrizione
La galassia ha una classe di luminosità II e presenta una larga riga a 21 cm dell'idrogeno neutro.
NGC 238 è una galassia di dimensioni notevoli, con un diametro che è oltre il doppio di quello della nostra Via Lattea.

## Scoperta
NGC 238 è stata scoperta il 2 ottobre 1834 dall'astronomo britannico John Herschel.